# Во весь голос (конкурс)
«Во весь го́лос!» — международный музыкальный телевизионный конкурс, в котором принимают участие команды из подростков с 13 до 17 лет.
Главным организатором конкурса является Региональный благотворительный общественный фонд поддержки детей «Дети помогают детям».
В 2019 году победителем стала команда из Армении.

## Правила конкурса
По состоянию на 2019 год действуют следующие правила: 

### Порядок и сроки проведения
- Первый этап: прием заявок на участие в конкурсе и определение по итогам рассмотрения заявок конкурсантов.
- Второй этап: подготовка конкурсных номеров/работ конкурсантами для финальной части конкурса.
- Третий этап (финальный): проведение состязания среди команд-участников, определение победителей.

### Номинации
- «Лучший вокалист»
- «Лучшая вокалистка»
- «Лучшая вокальная группа»
- «Лучшая команда»

## Организаторы
- Лина Арифулина — Генеральный продюсер
- Ирина Николаева - Креативный продюсер
- Зоя Бабкина — Музыкальный продюсер

## История

### 2017
На первом музыкальном конкурсе приняли участие молодые исполнители из 8 стран: Азербайджана, Армении, Беларуси, Грузии, Казахстана, Молдовы, России и Таджикистана. 
| Страна      | Участники                                               | Наставник          | Место | Очки |
| ----------- | ------------------------------------------------------- | ------------------ | ----- | ---- |
| Азербайджан | Рустам Керимов Дуэт «BUTA» Суада Алекперова             | Эмиль Кадыров      | 5     | 194  |
| Армения     | Карапет Карапетян Трио «Aprel Khaghagh» Сатеник Саакян  | Маргарита Позоян   | 4     | 201  |
| Беларусь    | Элина Матарас Дуэт «РОСЫ» Ян Мусвидас                   | Руслан Алехно      | 8     | 181  |
| Грузия      | Давид Саникидзе Дуэт «GEORGIA EXPRESS» Анна Авазнели    | Алиса Данелия      | 6     | 194  |
| Казахстан   | Садраддин Болат Квартет «Жулдыздар» Аружан Сагынгалиева | Мадина Садвакасова | 3     | 232  |
| Молдова     | Ульяна Нистеровская Дуэт «SIS N BRO» Денис Мидоне       | Арсениум           | 7     | 187  |
| Россия      | Александр Савинов Квартет «Кудри» Кристина Ташкинова    | Марк Тишман        | 1     | 246  |
| Таджикистан | Некруз Зребунов Дуэт «Шахини» Амаль Хафизова            | Зафар Абдуалимов   | 2     | 240  |

### 2018
| Страна      | Участники | Наставник        | Место | Очки |
| ----------- | --------- | ---------------- | ----- | ---- |
| Азербайджан |           | Эмиль Кадыров    | 1     | 192  |
| Армения     |           | Маргарита Позоян | 6     | 117  |
| Беларусь    |           |                  | 9     | 71   |
| Грузия      |           | Алиса Данелия    | 3     | 177  |
| Казахстан   |           | Рустем Жугунусов | 5     | 136  |
| Латвия      |           | Маркус Рива      | 8     | 108  |
| Молдова     |           | Арсениум         | 7     | 115  |
| Россия      |           | Марк Тишман      | 2     | 186  |
| Таджикистан |           |                  | 4     | 142  |

### 2019
На третьем международном музыкальном детском конкурсе приняли участие команды из Азербайджана, Армении, Беларуси, Германии, Израиля, Казахстана, России, Таджикистана и Узбекистана. Группа наставников состояла из известных музыкантов из России и других стран. Ведущим конкурса выступил шоумен и певец Тимур Родригез.
На конкурсе победила команда из Армении. Команды Беларуси и России получили Специальный приз от федерального агентства Россотрудничество. Лучшим солистом был признан Бейбарыс Айтмугамбетов, а лучшей солисткой — Татьяна Геворгян. Лучшей музыкальной группой стала группа «Неделимые».
| Страна      | Участники                                               | Наставник        | Место | Очки |
| ----------- | ------------------------------------------------------- | ---------------- | ----- | ---- |
| Азербайджан | Мадина Махмудова Атилла Маммедов Группа RuSta & RuNI    | Эмиль Кадыров    | 9     | 78   |
| Армения     | Татьяна Геворгян Вардан Варданян Группа «Разные»        | Маргарита Позоян | 1     | 205  |
| Беларусь    | Елизавета Гончарик Павел Яременко Группа «Зазеркалье»   | Петр Елфимов     | 6     | 113  |
| Германия    | Леа Биль Михаэль Хейдеманн Группа «Pretty Angels»       | Таллана Габриэль | 5     | 126  |
| Израиль     | Ноам Ланин Ронен Биндер Группа «Ashdod flowers»         | Влади Блайберг   | 4     | 136  |
| Казахстан   | Алана Жаксыгельды Бейбарыс Айтмугамбетов группа «КАНТо» | Рустем Жугунусов | 2     | 186  |
| Россия      | Назгуль Отузова Кристиан Азаров Группа «Неделимые»      | Марк Тишман      | 3     | 175  |
| Таджикистан | Ширин Хамдамова Шерзод Абдуллозода Дуэт «Согдиана»      | Зафар Абдуалимов | 8     | 111  |
| Узбекистан  | Милана Пак Эрик Ким Группа «Ария»                       | Олег Шаумаров    | 7     | 112  |

## Рейтинг стран-участниц
Ниже указан рейтинг стран-участниц международного конкурса «Во весь голос!» с 2017 по 2019 год.